# Pleurotomaria
Pleurotomaria is een geslacht van uitgestorven Gastropoda, dat leefde van het Jura tot het Krijt.

## Beschrijving
Deze buikpotige had een scherpe, kegelvormige schelp met bolle windingen met een zeer duidelijke, door schuingerichte lijnen doorkruiste spiraalsculptuur, die door een duidelijke sutuur (afscheiding tussen twee windingen) werd begrensd. Er bevond zich een duidelijke spleet in de buitenlip, die tijdens het groeien werd opgevuld. De buitenlaag bestond uit calciet, de binnenlaag uit parelmoer. De hoogte van de schelp bedroeg circa 2,5 tot vijf centimeter.

## Leefwijze
Dit geslacht was wereldwijd verspreid in diepe oceanen.

## Soorten
- P. agarista † Billings 1865
- P. anglica † Sowerby 1818
- P. angulosa † d'Orbigny 1842
- P. antitorquata † Münster 1840
- P. arctica † Toula 1875
- P. arenaria † Girty 1908
- P. barrealensis † Cowper Reed 1927
- P. bicoronata † Sandberger & Sandberger 1855
- P. biondii † Gemmellaro 1889
- P. bodana † Roemer 1855
- P. brennensis † Reed 1932
- P. calcifera † Billings 1859
- P. cancellata † Stauffer 1909
- P. carinifera † Girty 1908
- P. catherinae †  Gemmellaro 1889
- P. cingulata † Goldfuss 1844
- P. coheni †  Gemmellaro 1889
- P. comata † Lindström 1884
- P. coniformis † de Koninck 1883
- P. coniformis † Worthen 1882
- P. costulatocanaliculata † Sandberger & Sandberger 1853
- P. discoidea † Girty 1908
- P. doris † Hall 1862
- P. elderi † Girty 1908
- P. estella † Hall & Whitfield 1872
- P. exaltata † d'Archiac & de Verneuil 1842
- P. gracilis † Phillips 1841
- P. halliana † Shumard 1859
- P. helicoides † Cowper Reed 1901
- P. hisingeri † Goldfuss 1864
- P. hyale † Billings 1865
- P. isaacsii † Hall & Whitfield 1873
- P. isomorpha †  Gemmellaro 1889
- P. mariani †  Gemmellaro 1889
- P. mazarensis †  Gemmellaro 1889
- P. mica † Girty 1908
- P. monilifera † Terquem & Jourdy 1873
- P. murchisoniaeformis †  Gemmellaro 1889
- P. neglecta † Girty 1908
- P. neosolodurina † Dacque 1905
- P. nikitini † Fliegel 1901
- P. notlingi † Koken 1896
- P. nuda † Delpey 1941
- P. obliqua † Fliegel 1901
- P. perfasciata † Hall 1860
- P. pericarinata † Hall 1847
- P. perlata † Hall 1852
- P. perornata † Shumard 1859
- P. perversa † Whidborne 1889
- P. planulata † Girty 1908
- P. plicifera † d'Eichwald 1860
- P. postumia † Billings 1865
- P. proutiana † Shumard 1859
- P. psiche † Gemmellaro 1889
- P. putilla † Girty 1908
- P. replicata † Lindström 1884
- P. retroplicata †  Gemmellaro 1889
- P. richardsoni †  Girty 1908
- P. roemeri † Koken 1889
- P. salomonensis †  Gemmellaro 1889
- P. sigaretus † Sandberger & Sandberger 1855
- P. striatissima † Cowper Reed 1901
- P. subculcata † Goldfuss 1844
- P. subtilistriata † Hall 1847
- P. trinchesii †  Gemmellaro 1889
- P. tunstallensis † King 1848
- P. viola † Billings 1865
- P. virgo † Billings 1865
- P. wurmi † Römer 1843
- P. zitteli † Holzapfel 1882
- P. idia † Hall 1861
- P. verticillata † Webster 1906